# Wang Yanbin
Wang Yanbin (chiń. 王延彬) – świecki uczeń mistrza chan Changqinga Huilenga, nauczającego w tradycji południowej szkoły chan.

## Życiorys
Wang Yanbin był gubernatorem Quanzhou.
Mistrz chan Changqing powiedział do świeckiego ucznia Wanga: „Xuefeng podniósł kiedyś kij aby nauczać mnicha. Mnich wtedy wyszedł. Gdybym ja zobaczył takie zachowanie, zawołałbym go, aby wrócił i dałbym mu bolesne uderzenie.”
Wang powiedział: „Z jakiego umysłu powstało takie zachowanie?”
Changqing powiedział: „Jeśli byłby bardziej odpowiedzialny, puściłbym go”.

## Linia przekazu Dharmy zen
Pierwsza liczba oznacza kolejność pokolenia od Pierwszego Patriarchy chanu w Indiach Mahakaśjapy.
Druga liczba oznacza kolejność pokolenia od Pierwszego Patriarchy chanu w Chinach Bodhidharmy.
- 29/12. Xuefeng Yicun (822–902)
  - 30/13. Changqing Huileng (854–932)
    - 31/14. Baozi Huilang (bd)
    - 31/14. Wang Yanbin (bd)
    - 31/14. Zifang (bd)